# Ba'al Hammon
Pour les articles homonymes, voir Baal (homonymie).
Ne pas confondre avec Zeus Ammon.
Ne pas confondre avec Benoît Hamon.

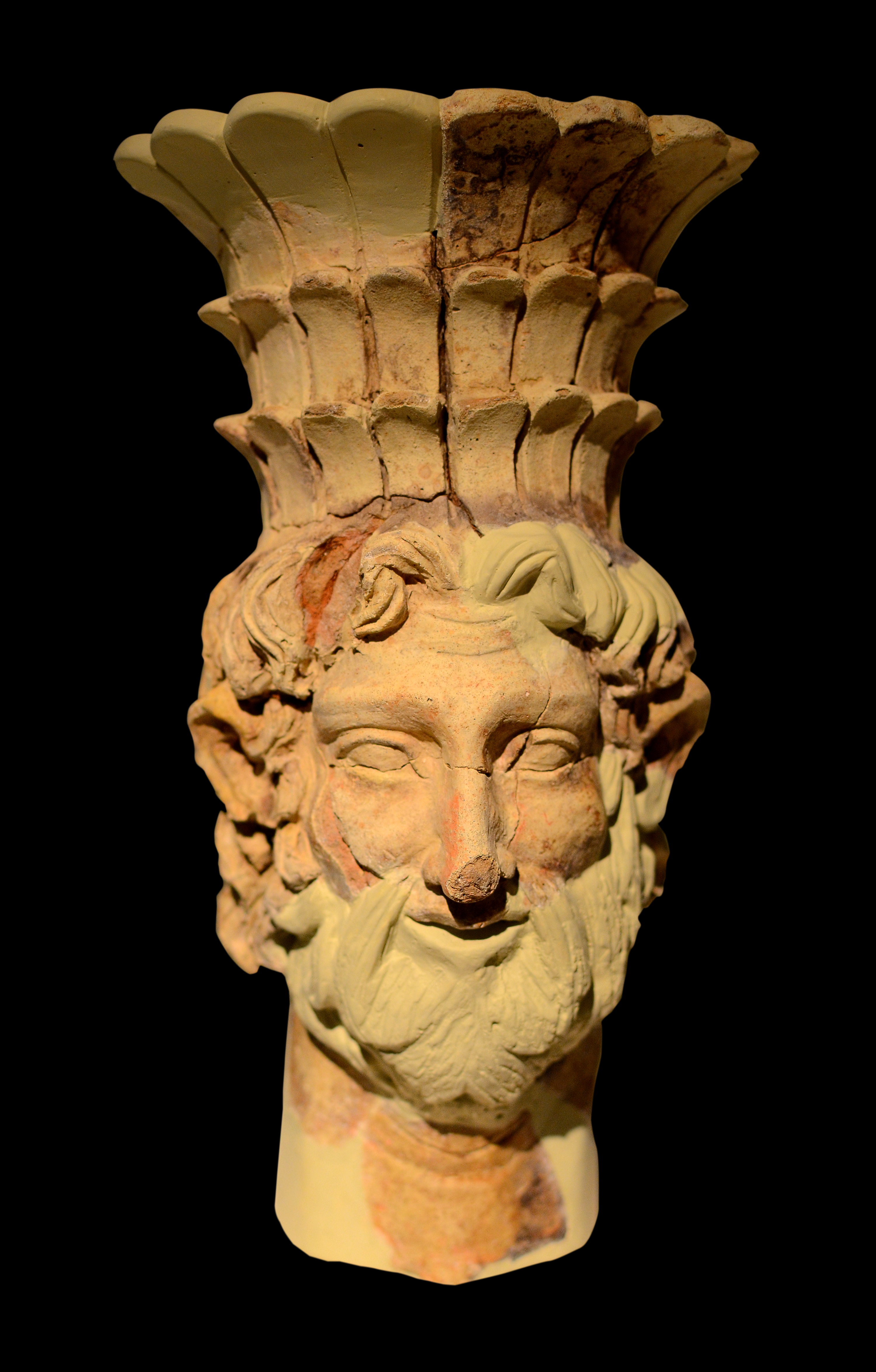
Brûle-parfum à tête de Ba'al Hammon (Musée national de Carthage)

Ba'al Hammon ou Baal Hammon,(Punique: 𐤁𐤏𐤋 𐤇𐤌𐤍, Latin: Baʿl Ḥamōn) signifiant « Seigneur Ammon » parfois surnommé le « Saturne africain », était le dieu principal de l'ancienne Carthage. Il était un dieu du temps considéré comme responsable de la fertilité de la végétation et estimé comme le roi des dieux. Il était représenté comme un homme âgé barbu avec des cornes de bélier recourbées. Il est la divinité centrale de la religion berbero-punique à qui est offert des sacrifices.
La partenaire de culte féminine de Baʿal Ḥammon était Tanit. Baal Hammon n'était vénéré qu'en Afrique du Nord et dans les colonies carthaginoises de la Méditerranée occidentale, notamment la péninsule Ibérique, la Sicile, la Sardaigne et les îles Baléares. Avec la romanisation de l'Afrique du Nord, ce dieu est capté par la divinité romaine Saturne (syncrétisme d'association) avant de disparaître avec l'essor du christianisme.

## Etymologie
La signification de son prénom « Baal » est identifiée comme l'une des divinités phéniciennes couvertes sous le nom de Baal. Cependant, la signification de son deuxième nom « Hammon » est une association syncrétique avec Ammon, le dieu de l'ancienne Libye  dont le temple se trouvait dans l'oasis de Siwa où le seul oracle d'Ammon est resté dans cette partie du désert libyen tout au long des âges cette connexion à Ammon, permet d'assimiler Baal Hammon seigneur du ciel à Zeus ou Cronos. Les historiens rejettent l'hypothèse selon laquelle Hammon signifierait « brasero » en ougarit, ce qui impliquerait que Baal Hammon serait assimilé à Apollon, une divinité solaire. L'auteur original de cette affirmation décrit ses propres conclusions comme « clairement très hypothétiques » 
Frank Moore rejette également une hypothèse basée sur des arguments présentés pour un lien avec Hamōn, le nom ougaritique du mont Amanus, un sommet des montagnes Nur qui séparent la Syrie de la Cilicie. Ce lien fait de Baal Hammon un dieu de la Lune, ce que l'auteur considère comme une autre raison pour laquelle ce lien est insuffisant, le nom Moloch renvoyant probablement au terme molk ou sacrifice.

## Caractéristiques
Dieu cosmique, il occupe une place première dans le panthéon carthaginois, possède son sacerdoce, ses sanctuaires (tophet), ses représentations et ses attributs attitrés. Il avait pour parèdre Tanit. Son culte était particulièrement exigeant et demandait une totale confiance de la part de ses fidèles.
Comme le dieu berbère Ammon, Baʿal Hammon était particulièrement associé aussi au bélier et était également vénéré comme la divinité cornue Baʿal Qarnaim « Seigneur des Deux Cornes » dans un sanctuaire en plein air à Jebel Boukornine (« la colline aux deux cornes ») de l'autre côté de la baie de Carthage, en Tunisie.
Dieu de la fécondité et des récoltes, il semble avoir, par sa spécificité, constitué un élément de permanence dans le monde berbère et, par son caractère central (hénothéisme), ouvert la voie au monothéisme en Afrique romaine. On le retrouve régulièrement associé à la figure du taureau, tout comme El chez les Phéniciens.
Le culte jouit d'une grande popularité jusqu'au IVe siècle. Dans ce culte, les influences venues d'Orient restaient essentielles. Il est perçu par les Carthaginois comme le dieu suprême et universel.
L'essentiel de la doctrine du sacrifice en usage dans le culte de Saturne africain est hérité directement de Carthage. Ainsi, les sacrifices sont des actes individuels dans cette religion qui procède avant tout du sentiment religieux individuel. Les Carthaginois auraient offert au dieu des sacrifices humains. Rome, depuis Tibère, avait interdit les sacrifices publics d'enfants, mais avait toléré ceux-ci dans le cadre du culte privé, parce qu'ils étaient le rite le plus caractéristique du Ba'al Hammon carthaginois, ce dieu étant avant tout le résultat d'un syncrétisme entre le dieu phénicien et son interprétation africaine. Néanmoins, la question des sacrifices humains à Carthage est loin d'être résolue, du fait de la faiblesse des indices archéologiques et de la nature partisane des sources littéraires.
Le culte de Saturne Africain reste avant tout selon Marcel Le Glay l'expression d'« un monothéisme dominateur et fataliste » dans cette région.

## Postérité
Il existe une certaine survivance dans l'onomastique et plus précisément l'anthroponymie, certains prénoms en usage particulièrement en Tunisie se greffant au nom du dieu : par exemple une culture est dite « Baali » (ba'li en dialecte tunisien) si elle est conduite sans irrigation, ou à la grâce de Dieu.
Une rue de Carthage, située à proximité des ports puniques, porte le nom de Baal Hammon.